# Pontarion
Pontarion (okcitansko Pont a Riom) je naselje in občina v francoskem departmaju Creuse regije Limousin. Leta 2007 je naselje imelo 506 prebivalcev.

## Geografija
Kraj leži v pokrajini Marche ob reki Taurion, 22 km južno od Guéreta.

## Uprava
Pontarion je sedež istoimenskega kantona, v katerega so poleg njegove vključene še občine La Chapelle-Saint-Martial, Janaillat, La Pouge, Saint-Éloi, Saint-Georges-la-Pouge, Saint-Hilaire-le-Château, Sardent, Thauron in Vidaillat z 2.884 prebivalci.
Kanton Pontarion je sestavni del okrožja Guéret.

## Zanimivosti
- cerkev sv. Blaža iz 13. in 14. stoletja,
- grad Château de Pontarion iz 15. stoletja.